# Skobec
Skobec (znanstveno ime Accipiter nisus) je ujeda iz družine kraguljev.

## Opis
Skobec je majhna ujeda z dolgim repom in zaokroženimi perutmi. V letu menjaje hitro zamahuje s perutmi in nato spretno drsi med drevesi in grmovjem. Nad krošnje dreves se povzpne le med parjenjem, ko samec dvori samici. Samica je vedno večja od samca in zraste od 35-41 cm in ima razpon kril med 67–80 cm (samec zraste od 28–38 cm). Samec je zgoraj modrosiv,spodaj  oranžen,samica je zgoraj rjava spodaj bela.

## Razširjenost
Skobec je razširjen od zahodne Evrope do Japonske. Živi predvsem v iglastih gozdovih, ki se izmenjujejo z odprto pokrajino, redkeje v mešanih, skoraj nikoli pa v povsem listnatih gozdovih. Hrani se predvsem z manjšimi pticami do velikosti kosa ali jerebice, pa tudi z mišmi ter, redko, z netopirji. Najpogostejši plen so vrabci, po čemer so ga v angleško govorečih deželah poimenovali (Sparrowhawk oz. v dobesednem prevodu vrabčji kragulj).
Gnezdi maja in junija v gnezdih v krošnjah dreves, kjer ima eno leglo na leto.